# The Black Viper
The Black Viper é um filme mudo do gênero dramático em curta-metragem estadunidense, dirigido por D. W. Griffith e Malcolm Wallace McCutcheon em 1908. O filme foi filmado no distrito de Fort Lee, em Nova Jérsia, no século XX.

## Elenco
- Edward Dillon
- George Gebhardt
- Mack Sennett
- D.W. Griffith
- Anthony O'Sullivan